# 林奇堡 (密西西比州)
林奇堡（英語：Lynchburg）是位於美國密西西比州德索托縣的普查規定居民點。

## 人口
根據2020年美國人口普查的數據，林奇堡的面積為5.10平方千米，當中陸地面積為5.01平方千米，而水域面積為0.09平方千米。當地共有人口2466人，而人口密度為每平方千米483.53人。